# ستورک
ستورک (به بلغاری: Stevrek) یک منطقهٔ مسکونی در بلغارستان است که در استان ترگوویشته واقع شده‌است. ستورک  ۳۷۹ نفر جمعیت دارد و ۳۴۷ متر بالاتر از سطح دریا واقع شده‌است.